# 東境町 (刈谷市)
東境町（ひがしざかいちょう）は、愛知県刈谷市の町名。

## 地理
刈谷市北部に位置し、東は豊田市西岡町・大島町・中田町、西は西境町、南は一里山町・今岡町・今川町、北は井ヶ谷町に接する。郵便番号は448-0007（集配局：刈谷郵便局）。

### 字
町域内に、以下に示す字が置かれる。
飯島・伊賀淵・池田・石神・入が原・大池・大坪・奥町屋・唐池・神田・京和・銀河・児山・申塚・下池・上野・昭山・新池・新林・住吉・高山・登り坂・光ケ丘・堀池・前田・曲り・町屋・松ケ枝・松本・間野四郎・丸山・緑ケ丘・南丸山・向イ郷・焼田・藪下・山之田・山之間下・山畑・吉野・若松。（以上五十音順）

### 河川・湖沼
- 岩ケ池

## 歴史
碧海郡東境村を前身とする。

### 町名の由来
境川の左岸を境村と呼び、その東にあたることによる。

### 沿革
- 1889年（明治22年）10月1日 - 町村制施行に伴い、碧海郡境村大字東境となる[1]。
- 1891年（明治24年）8月1日 - 大字東境が東境村として分立[1]。
- 1906年（明治39年）5月1日 - 合併に伴い、富士松村大字東境となる[1]。
- 1955年（昭和30年）4月1日 - 刈谷市へ編入し、同市東境となる[1]。
- 1967年（昭和42年） - 一部が豊田市へ編入され、同市東境が成立[1]。
- 1968年（昭和43年） - 豊田市東境の全域を同市西岡町へ編入[1]。
- 1970年（昭和45年）4月1日 - 東境町に改称[1]。

### 行政区の変遷
| 郡     | 明治1年-明治21年 | 明治1年-明治21年    | 明治22年-明治24年 | 明治24年-明治39年   | 明治39年-昭和30年     | 昭和30年-現在       |
| 碧海郡 | 泉田村           | 明治11年合併 逢見村 | 逢見村            | 逢見村              | 明治39年合併 富士松村 | 昭和30年合併 刈谷市 |
| 碧海郡 | 今岡村           | 明治11年合併 逢見村 | 逢見村            | 逢見村              | 明治39年合併 富士松村 | 昭和30年合併 刈谷市 |
| 碧海郡 | 今川村           | 明治11年合併 逢見村 | 逢見村            | 逢見村              | 明治39年合併 富士松村 | 昭和30年合併 刈谷市 |
| 碧海郡 | 一ツ木村         | 一ツ木村            | 一ツ木村          | 一ツ木村            | 明治39年合併 富士松村 | 昭和30年合併 刈谷市 |
| 碧海郡 | 築地村           | 築地村              | 一ツ木村          | 一ツ木村            | 明治39年合併 富士松村 | 昭和30年合併 刈谷市 |
| 碧海郡 | 井ヶ谷村         | 井ヶ谷村            | 境村              | 境村                | 明治39年合併 富士松村 | 昭和30年合併 刈谷市 |
| 碧海郡 | 西境村           | 西境村              | 境村              | 境村                | 明治39年合併 富士松村 | 昭和30年合併 刈谷市 |
| 碧海郡 | 東境村           | 東境村              | 境村              | 明治24年分村 東境村 | 明治39年合併 富士松村 | 昭和30年合併 刈谷市 |

## 世帯数と人口
2019年（令和元年）6月1日時点の世帯数と人口は以下の通りである。
| 町丁   | 世帯数    | 人口    |
| ------ | --------- | ------- |
| 東境町 | 3,450世帯 | 7,623人 |

### 人口の変遷
国勢調査による人口の推移
| 1995年（平成7年）  | 7,227人 | [ 9 ]  |  |
| 2000年（平成12年） | 7,240人 | [ 10 ] |  |
| 2005年（平成17年） | 7,508人 | [ 11 ] |  |
| 2010年（平成22年） | 7,752人 | [ 12 ] |  |
| 2015年（平成27年） | 7,565人 | [ 13 ] |  |

## 小・中学校の学区
市立小・中学校に通う場合、学区は以下の通りとなる。
| 小字                                                                               | 小学校                 | 中学校               |
| ---------------------------------------------------------------------------------- | ---------------------- | -------------------- |
| 石神、大池、大坪 奥町屋、光ケ丘、町屋 向イ郷、吉野、若松 焼田、山之田 松ケ枝の一部 | 刈谷市立富士松北小学校 | 刈谷市立富士松中学校 |
| その他                                                                             | 刈谷市立富士松東小学校 | 刈谷市立富士松中学校 |

## 交通
- 愛知県道54号豊田知立線
- 愛知県道56号名古屋岡崎線
- 愛知県道289号富士松停車場線
- 伊勢湾岸自動車道刈谷パーキングエリア - 刈谷ハイウェイオアシスが併設されている。

## 施設

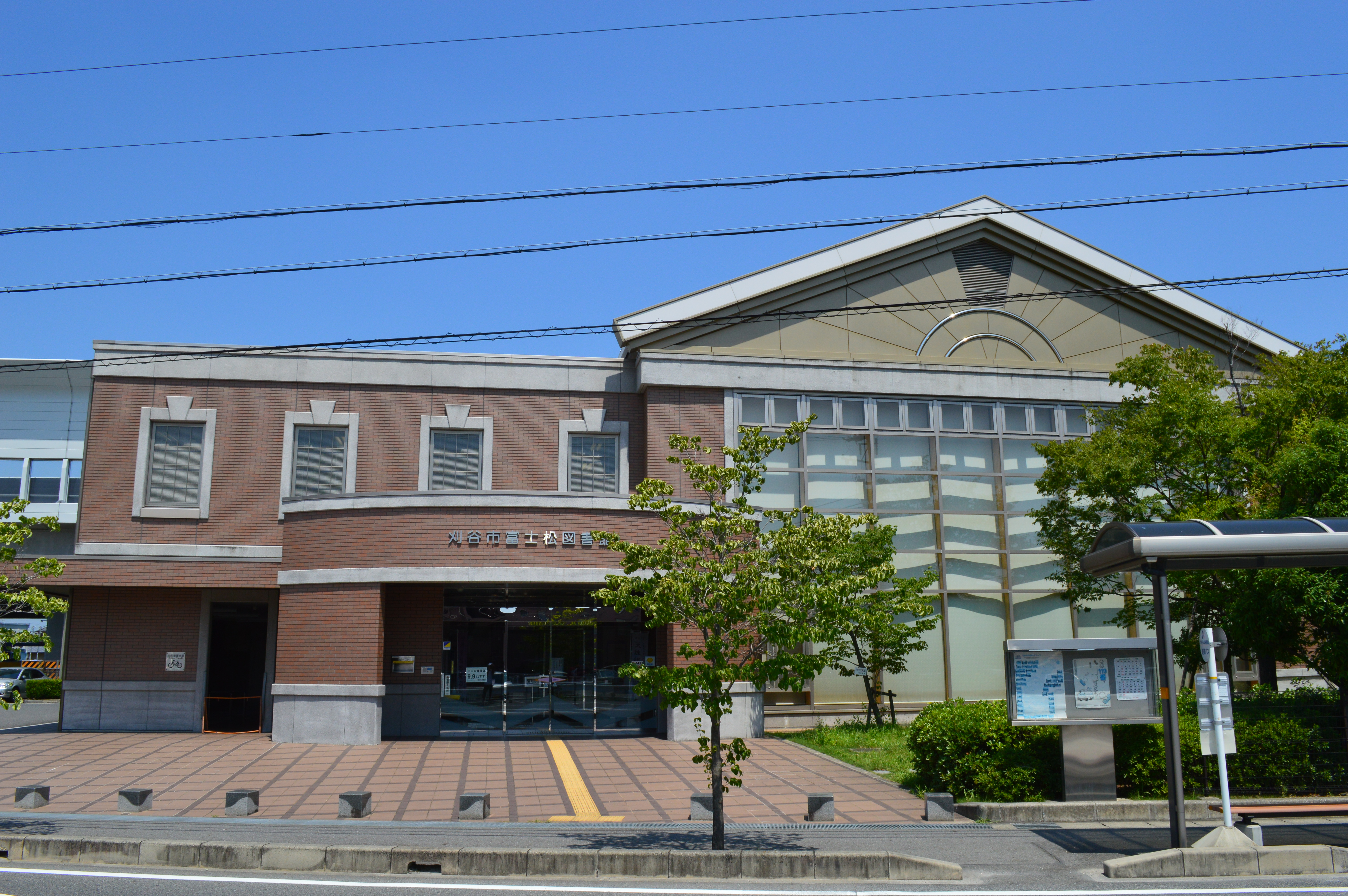
刈谷市富士松図書館

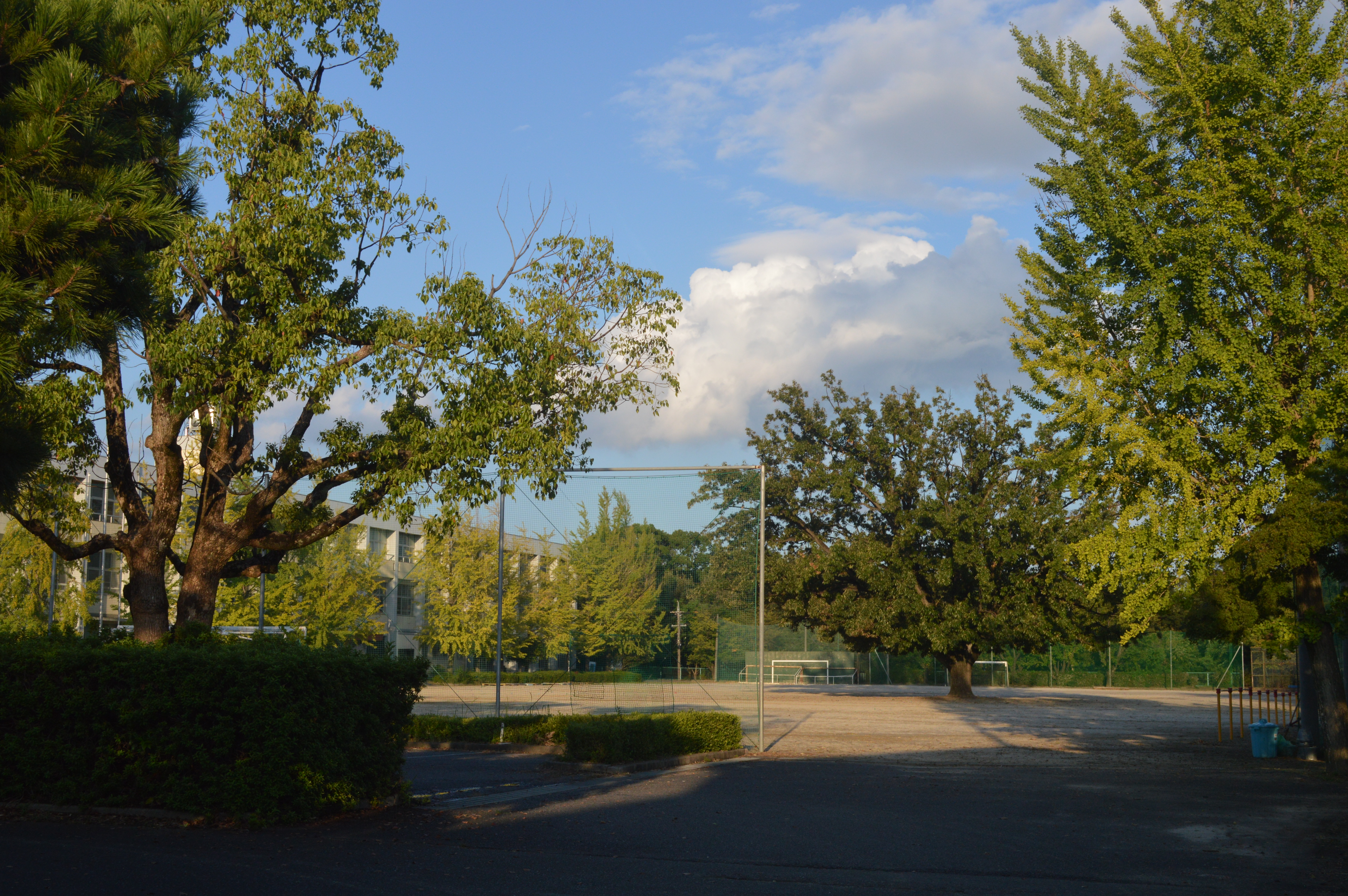
刈谷市立富士松北小学校
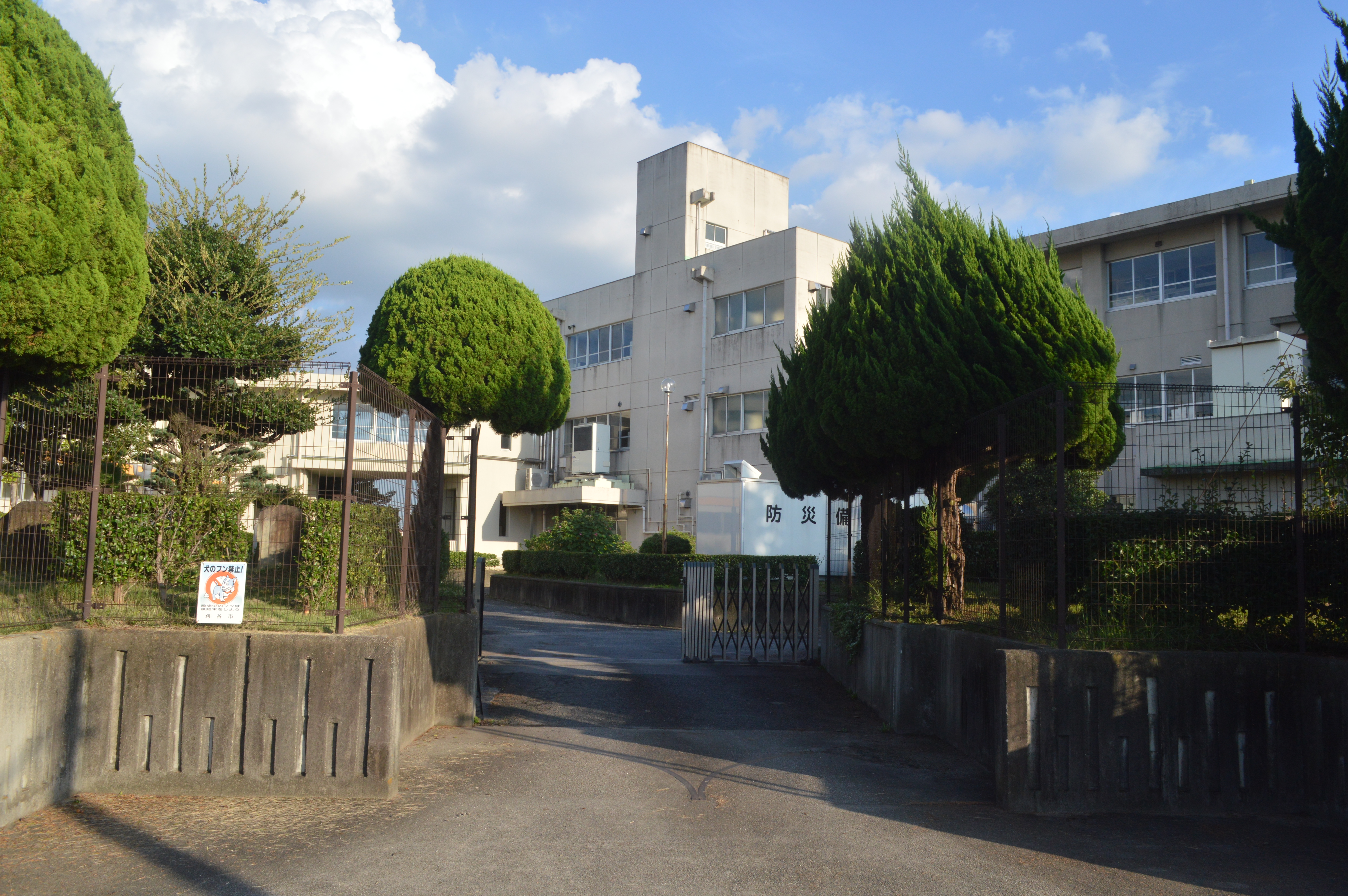
刈谷市立富士松東小学校
- 刈谷市立富士松北幼稚園
- 刈谷市立富士松北保育園
- 刈谷市富士松図書館
- 刈谷市北部市民センター
- 東境ふれあい館
- 刈谷東境郵便局
- イオンタウン刈谷
- JAあいち中央刈谷北部営農センター
- トヨタ車体刈谷ふれ愛パーク
  - トヨタ車体総合グランド

- 刈谷市立富士松北小学校
- 刈谷市立富士松東小学校

## 名所・旧跡

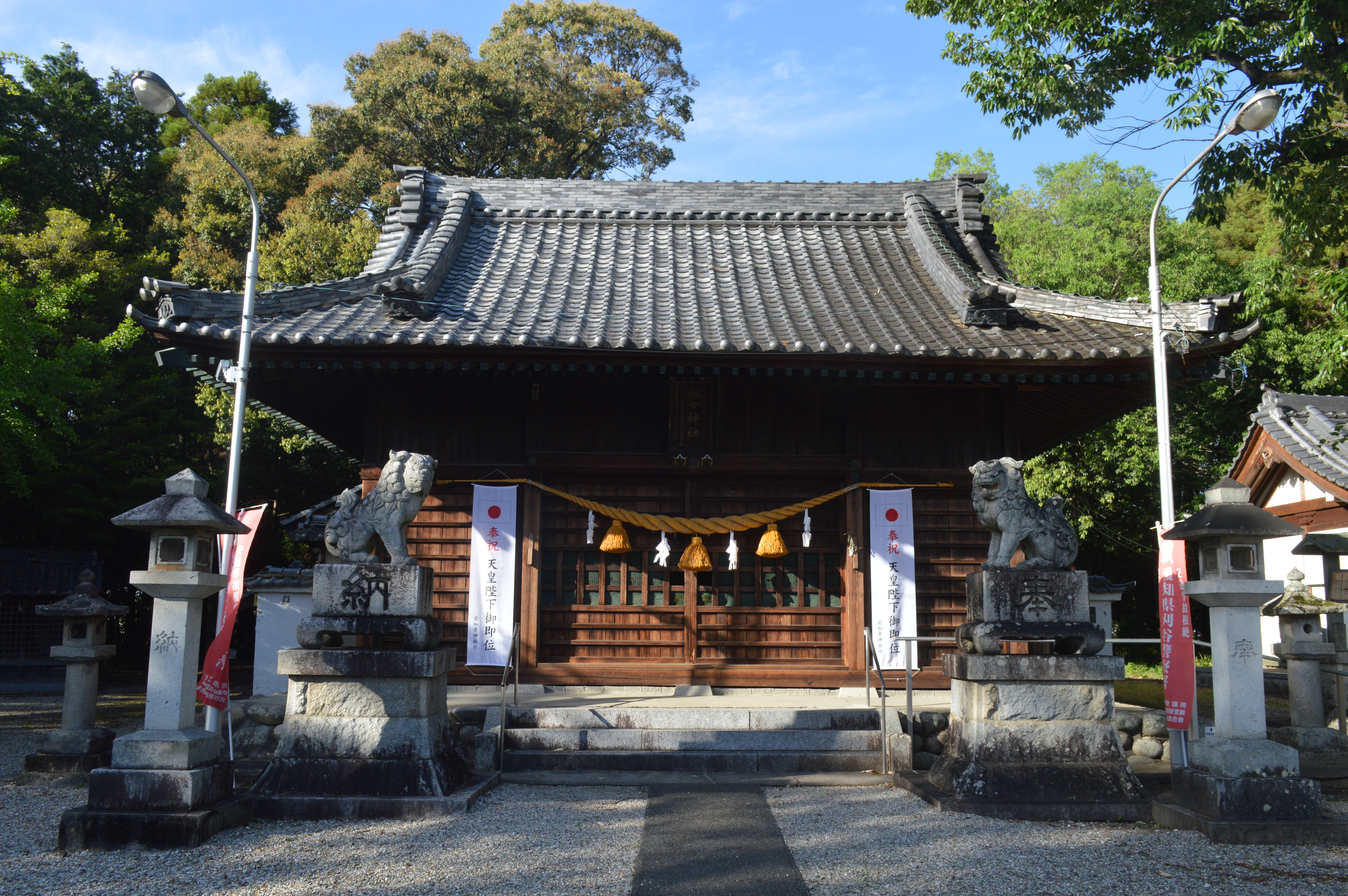
祖母神社
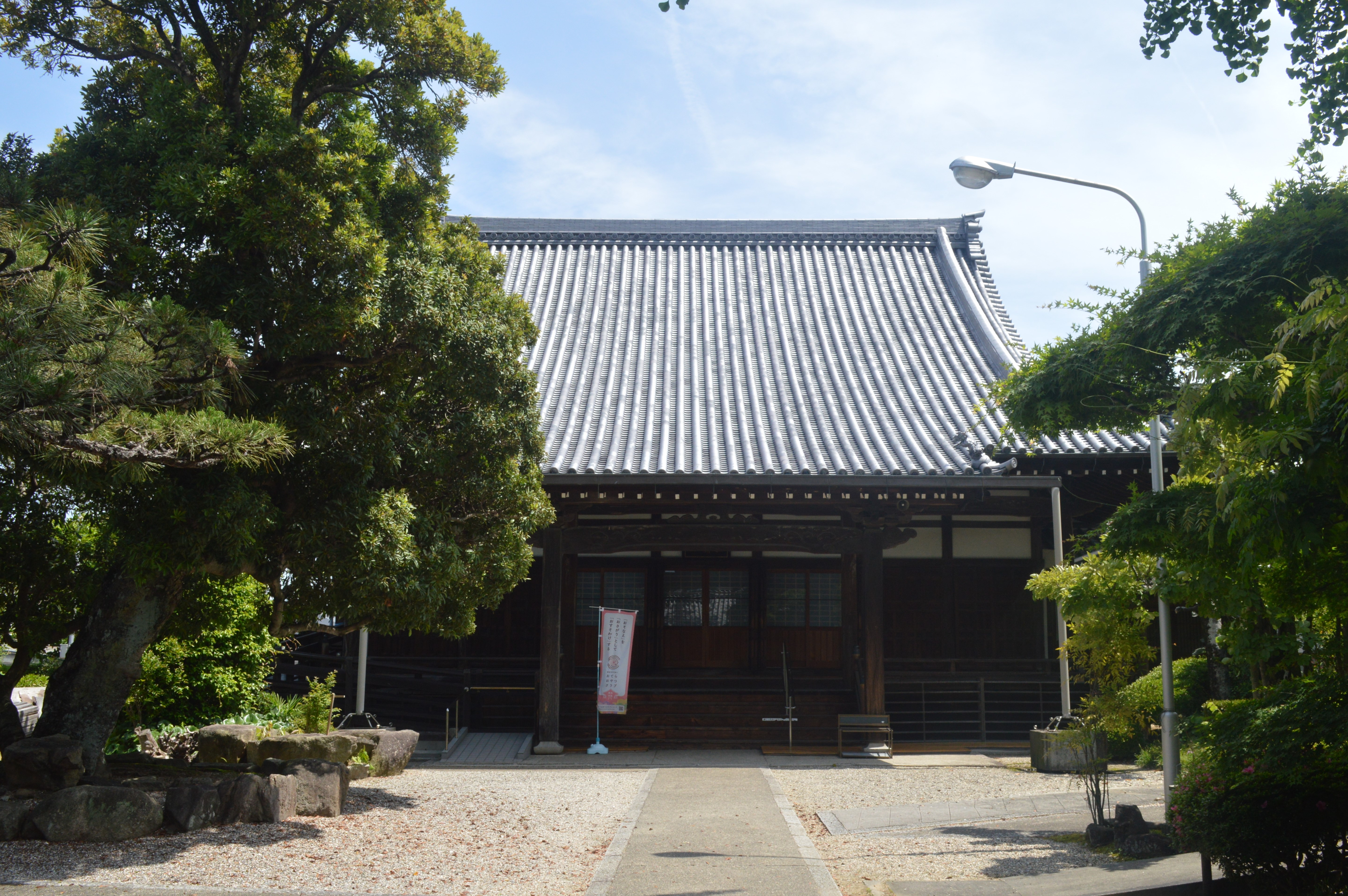
泉正寺

- 豊興神社
- 泉正寺 - 郷土史家の佐藤峻吉の生家[16]。
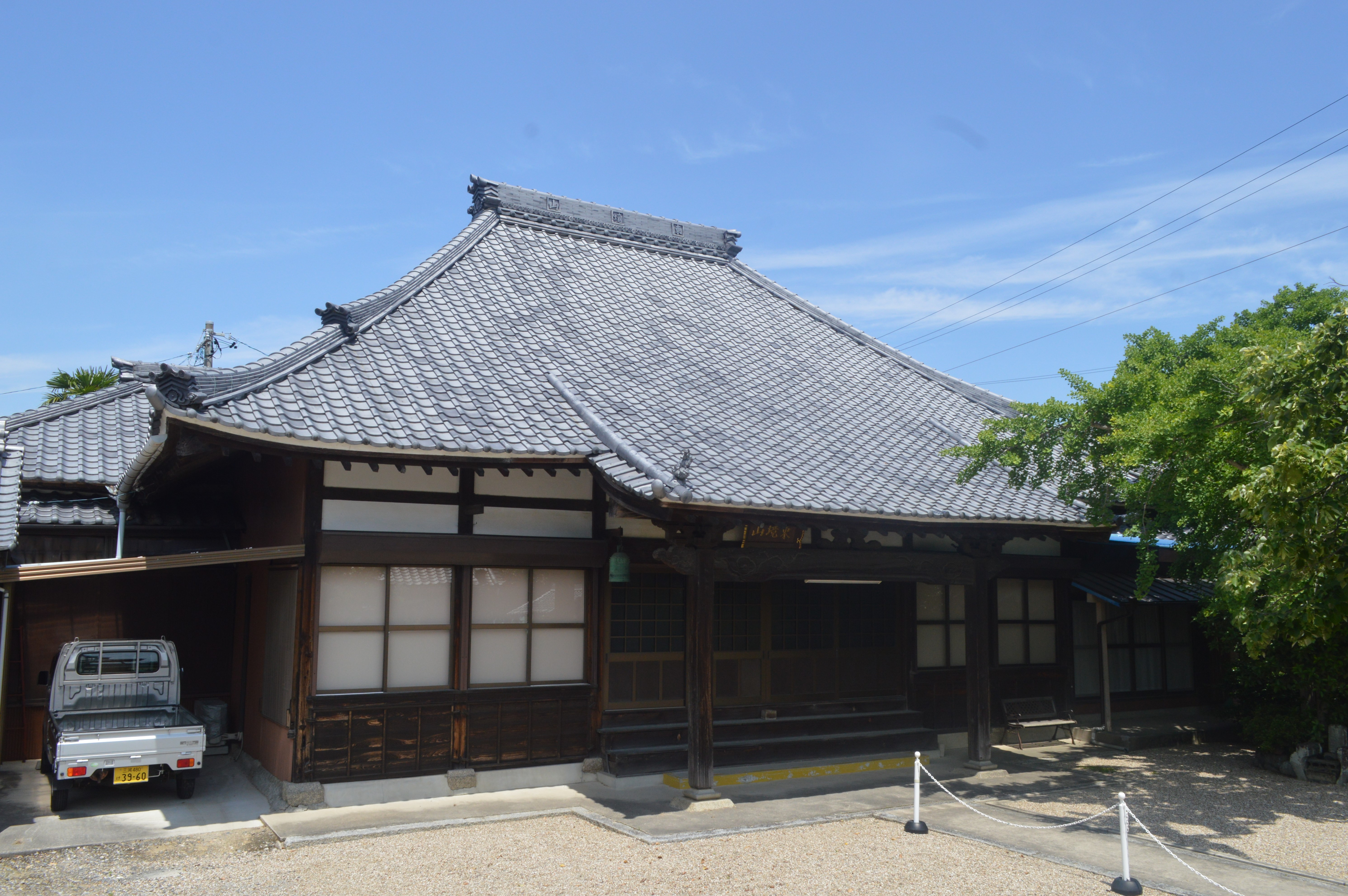
永源寺
- 来岸寺

- 祖母神社
- 泉正寺
- 永源寺